# 55.ª Brigada Paraquedista (Israel)
A 55ª Brigada Paraquedista, também conhecido como "Brigada Ponta de Lança" (em hebraico: עֻצְבַּת חוד החנית; romaniz.: Utzbat Hod Ha-Hanit), é uma brigada paraquedista de reserva nas Forças de Defesa de Israel (FDI) que se especializou em operações aerotransportadas, contra-guerrilha, CQB em áreas urbanas, penetração de longo alcance, ataques com táticas de pequenas unidades e reconhecimento especial. A 55ª Brigada Paraquedista está subordinada à 98ª Divisão Paraquedista.

## História

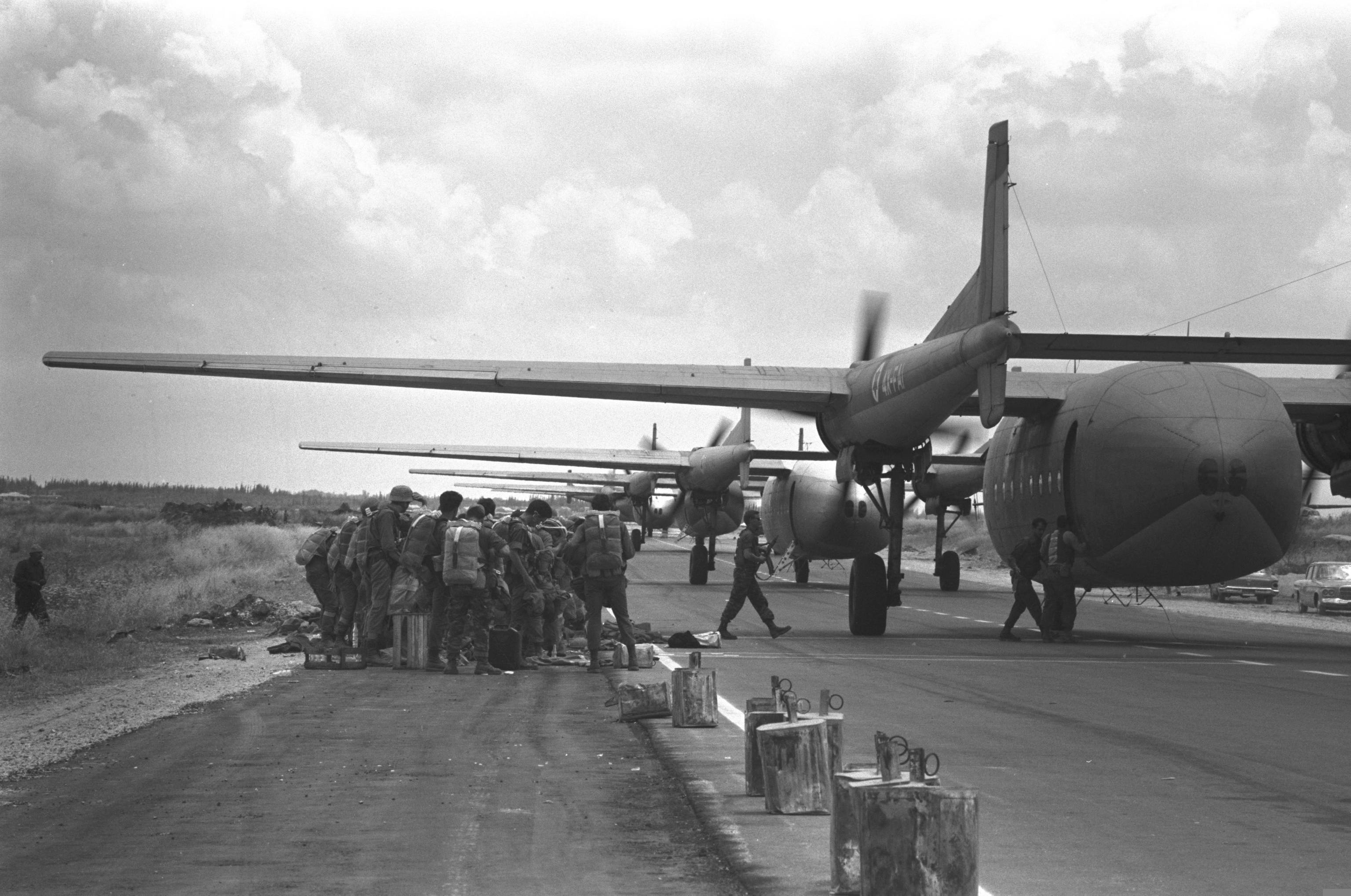
Pára-quedistas da 55ª Brigada em fila para saltar no Sinai antes de serem redirecionados para Jerusalém no último minuto, em junho de 1967.

A brigada é uma unidade das forças paraquedistas israelenses que, ao longo dos anos, participou em várias operações militares, incluindo a Batalha da Colina da Munição durante a Guerra dos Seis Dias, a Operação Abirey-Halev durante a Guerra do Yom Kippur, e nas duas guerras no Líbano, em 1982 e 2006.
A 55ª é famosa especificamente por ser a primeira brigada israelita na Cidade Velha de Jerusalém em 1967, capturando o Muro das Lamentações, e a primeira a atravessar o Canal de Suez em 1973.
Durante o Invasão israelita da Faixa de Gaza após o ataque terrorista de 7 de outubro de 2023, pelo Hamas, a Brigada lutou em Kfar Aza, eventualmente limpando os corpos do Massacre de Kfar Aza e foi então uma das forças que lideraram a operação das FDI em Khan Younis.